# Harry Bloom
Harry Saul Bloom (Johannesburg, 1 januari 1913 – Canterbury, 28 juli 1981) was een Zuid-Afrikaans journalist en schrijver.
Bloom was jurist en schrijver van een aantal romans. Zijn bekendste werk is tussen 1955 en 1959 onder verschillende titels verschenen: Episode, Episode in the Transvaal en Transvaal episode. Onderwerp is de onrust in de townships in de jaren vijftig. De roman werd verboden in Zuid-Afrika, maar mocht in 1982 weer verschijnen. Met enkele anderen schreef hij het script voor de jazz-opera King Kong (1961), waarin een beeld wordt geschetst van het leven in de township Sophiatown. De zangeres Miriam Makeba vertolkte de hoofdrol in deze opera.
- Bibliothèque nationale de France: cb12433039h (data)
- Gemeinsame Normdatei: 1252251246
- International Standard Name Identifier: 0000 0001 1795 0211
- Library of Congress Control Number: n82259298
- Nationale Bibliotheek van Tsjechië: ola2002153376
- Nationale Bibliotheek van Israël: 987007273093205171
- Système universitaire de documentation: 033467552
- Virtual International Authority File: 88058026
- WorldCat: E39PBJjXdXTm73R9rPcXTR7bVC